# Carappee Hill Conservation Park
Carappee Hill Conservation Park är en park i Australien. Den ligger i delstaten South Australia, omkring 270 kilometer nordväst om delstatshuvudstaden Adelaide. Carappee Hill Conservation Park ligger 394 meter över havet.
Trakten runt Carappee Hill Conservation Park är nära nog obefolkad, med mindre än två invånare per kvadratkilometer.. Närmaste större samhälle är Darke Peak, nära Carappee Hill Conservation Park. 
Trakten runt Carappee Hill Conservation Park består till största delen av jordbruksmark. Genomsnittlig årsnederbörd är 437 millimeter. Den regnigaste månaden är juni, med i genomsnitt 80 mm nederbörd, och den torraste är oktober, med 7 mm nederbörd.